# Хумболтов университет на Берлин
Берлински университет пренасочва насам.  За други значения вижте Берлински университет (пояснение).
Хумболтовият университет на Берлин (на немски: Humboldt-Universität zu Berlin) е най-старият университет в град Берлин, Германия. Той е основан през 1810 година от Вилхелм фон Хумболт. Първоначално се нарича Берлински университет, от 1828 година – Университет „Фридрих Вилхелм“, а от 1949 година носи днешното си име.

## Галерия
- Ректорат на Хумболтовия университет
- Факултет по ветеринарна медицина
- Факултет по земеделие
- Юридически факултет (някога Пруска държавна библиотека)
- Център „Якоб и Вилхелм Грим“
- Център „Ервин Шрьодингер“
- Департамент по математика
- Департамент по информатика

## Известни личности
Преподаватели и изследователи
- Франц Боп (1791 – 1867), езиковед
- Едуард Фридрих Еверсман (1794 – 1860), зоолог
- Курт Закс (1881 – 1959), музиколог
- Густав Кирхоф (1824 – 1877), физик
- Роберт Кох (1843 – 1910), биолог
- Леополд Кронекер (1823 – 1891), математик
- Йоханес Петер Мюлер (1801 – 1858), физиолог
- Фридрих Карл фон Савини (1771 – 1861), юрист и основател на Историческата школа в правото – ректор
- Якоб Вант Хоф (1852 – 1911), холандски химик
- Макс Планк (1858 – 1947), физик
- Херман Гункел (1862 – 1932), теолог

Студенти и докторанти
- Седат Алп (1913 – 2006), турски археолог
- Ото Варбург (1883 – 1970), биохимик
- Алфред Вегенер (1880 – 1930), геолог и метеоролог
- Едуард Фридрих Еверсман (1794 – 1860), зоолог
- Курт Закс (1881 – 1959), музиколог
- Ханс Кребс (1900 – 1981), биохимик
- Леополд Кронекер (1823 – 1891), математик
- Лудвиг Лахман (1906 – 1990), икономист
- Димитър Мутев (1818 – 1864), български просветен деец
- Рудолф Ойкен (1846 – 1926), философ
- Бернхард Риман (1826 – 1866), математик
- Иван Стефанов (1899 – 1980), български икономист и политик
- Атанас Скатов (1978 – 2021), български алпинист, агроном по растителна защита, веган
- Никола Долапчиев (1897 – 1964), български юрист
- Никола Стоянов (1874 – 1967), български икономист
- Фриц Хабер (1868 – 1934), химик
- Свен Хедин (1865 – 1952), шведски изследовател
- Димитър Яранов (1909 – 1962), български географ
- Христо Колигиров, български учен – икономист